# Balowne
Balowne (ukrainisch Баловне; russisch Баловное Balownoje) ist ein Dorf in der ukrainischen Oblast Mykolajiw mit etwa 2700 Einwohnern (2001).

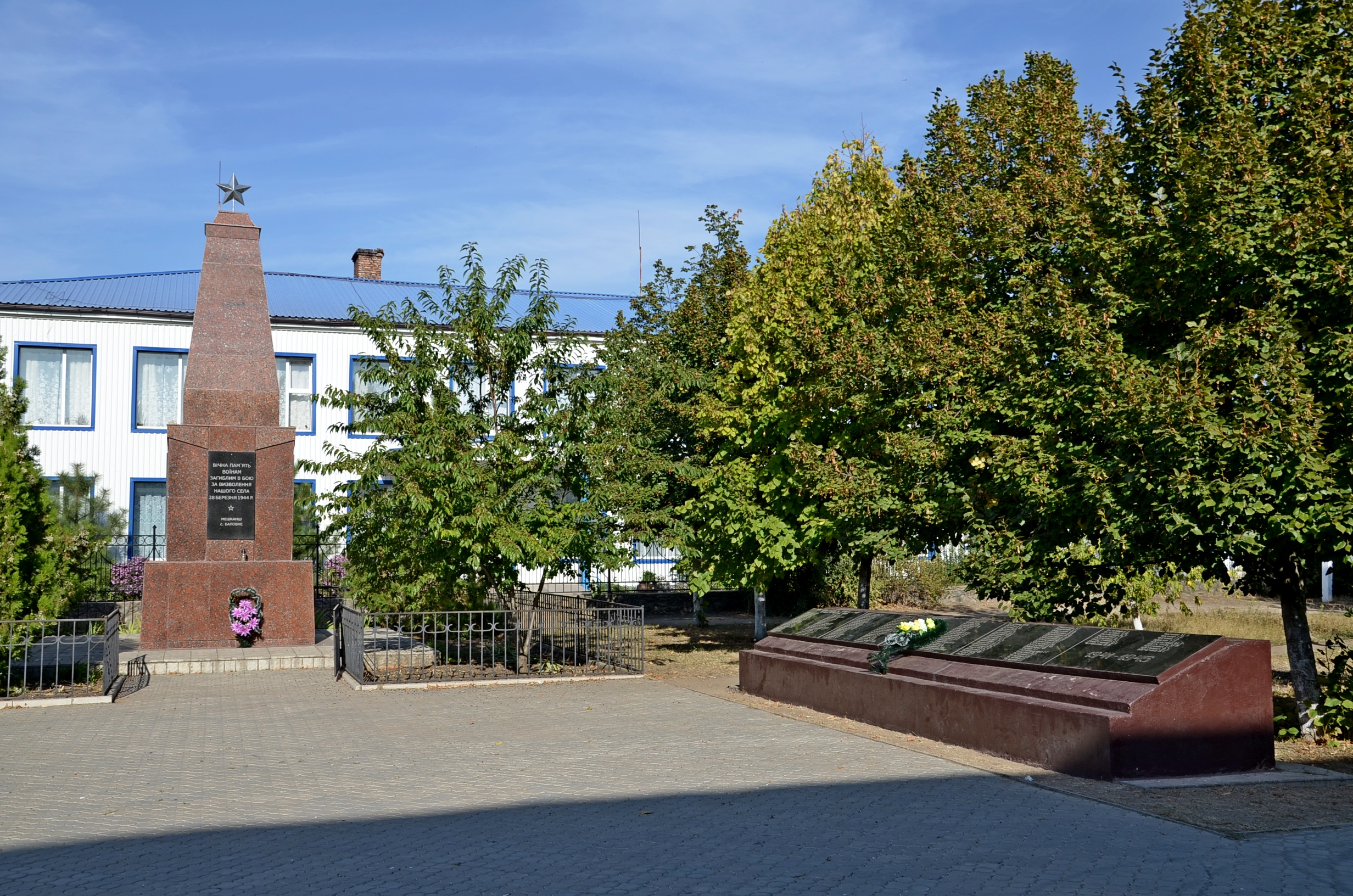
Denkmal im Ort

Das 1679 gegründete Dorf trug früher den Namen Jazke (Яцьке) und liegt am Übergang des Südlichen Bugs zum Dnepr-Bug-Liman und grenzt an den Flughafen Mykolajiw (IATA-Code: NLV). Das Stadtzentrum der Oblasthauptstadt Mykolajiw liegt 19 km südöstlich von Balowne und das ehemalige Rajonzentrum Nowa Odessa befindet sich 37 km nördlich des Dorfes.
Im Westen von Balowne verläuft die Regionalstraße P–06.
Am 12. Juni 2020 wurde das Dorf ein Teil der neugegründeten Landgemeinde Kostjantyniwka, bis dahin bildete es die gleichnamige Landratsgemeinde Balowne (Баловненська сільська рада/Balownenska silska rada) im Süden des Rajons Nowa Odessa.
Seit dem 17. Juli 2020 ist es ein Teil des Rajons Mykolajiw.